# Ачерно
Ачерно (итал. Acerno) је насеље у Италији у округу Салерно, региону Кампанија.
Према процени из 2011. у насељу је живело 2872 становника. Насеље се налази на надморској висини од 731 м.

## Становништво
Према резултатима пописа становништва 2011. у општини је живело 2.872 становника.
| 1951. | 1961. | 1971. | 1981. | 1991. | 2001. | 2011. |
| ----- | ----- | ----- | ----- | ----- | ----- | ----- |
| 3.197 | 3.337 | 3.116 | 2.930 | 3.185 | 3.013 | 2.872 |